# Газета народова
Газета народова (пол. Gazeta Narodowa) — польськомовне періодичне видання у Львові часів перебування Галичини в складі австрійських держав (з 15 березня 1862 до 1915 року). Орган «Подоляків» — польського політичного угрупування.
У друкарні газети побачили світ краєзнавчі розвідки священика-домініканця кс. Садка Баронча:
- про м. Бучач — «Пам'ятки бучацькі» (пол. «Pamiątki buczackie»), яка вийшла друком 1882 року.
- про м. Ярослав — «Archiwum WW. OO. Dominikanów w Jarosławiu» (1884).